# Sant Miquel de Fontanes
Sant Miquel de Fontanes va ser l'església, ara desapareguda, parroquial del poble de Sant Genís de Fontanes, en el terme comunal del mateix nom, a la comarca del Rosselló (Catalunya del Nord).
Estava situada en el lloc on ara hi ha la Casa del comú del poble de Sant Genís de Fontanes. Se'n té notícia des del 990 fins al segle xix, que és quan va ser enderrocada.